# Meczet Kursum
Meczet Kursum (gr. Κουρσούμ Τζαμί z języka tureckiego kurşun camii) lub Meczet Osmana Szacha (gr. Τέμενος Οσμάν Σαχ) – XVI- wieczny meczet wzniesiony według projektu Sinana.
Meczet został zbudowany na zlecenie Osmana Szacha, znanego również jako Kara Osman Pasza, gubernatora prowincji i syna jednej z córek sułtana Selima I. Prawdopodobnie właśnie dzięki pokrewieństwu z sułtanem meczet został zaprojektowany przez Sinana, jako jedyny na terenie Grecji. Sam budynek składa się z kwadratowej sali modlitewnej zwieńczonej dużą półkolistą kopułą o średnicy 18 metrów. Portyk został całkowicie przebudowany podczas renowacji przeprowadzonej w 1998 roku.